# Pachnoda sinuata
Pachnoda sinuata là một loài bọ cánh cứng được tìm thấy ở Châu Phi từ bồn trũng Congo về phía nam.

## Phân loài
- Pachnoda sinuata machadoi Ruter, 1989
- Pachnoda sinuata nicolae Rigout, 1989
- Pachnoda sinuata sinuata (Fabricius, 1775)

## Hình ảnh

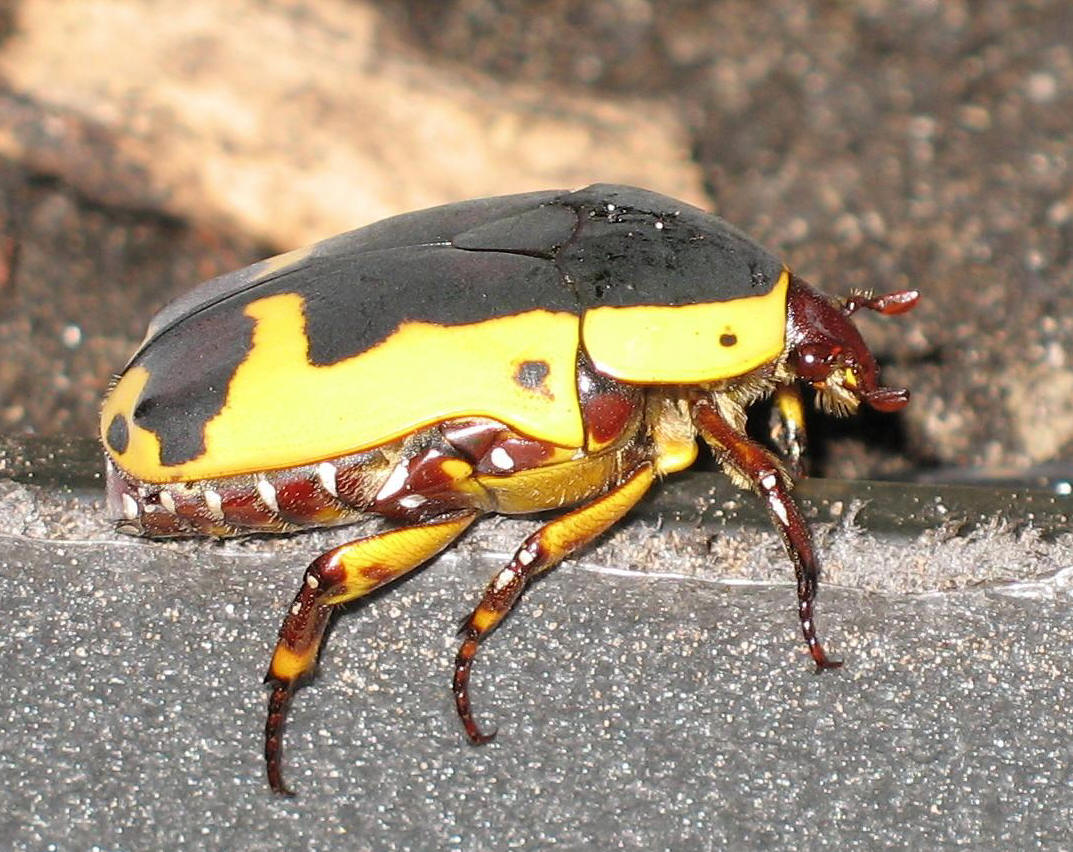
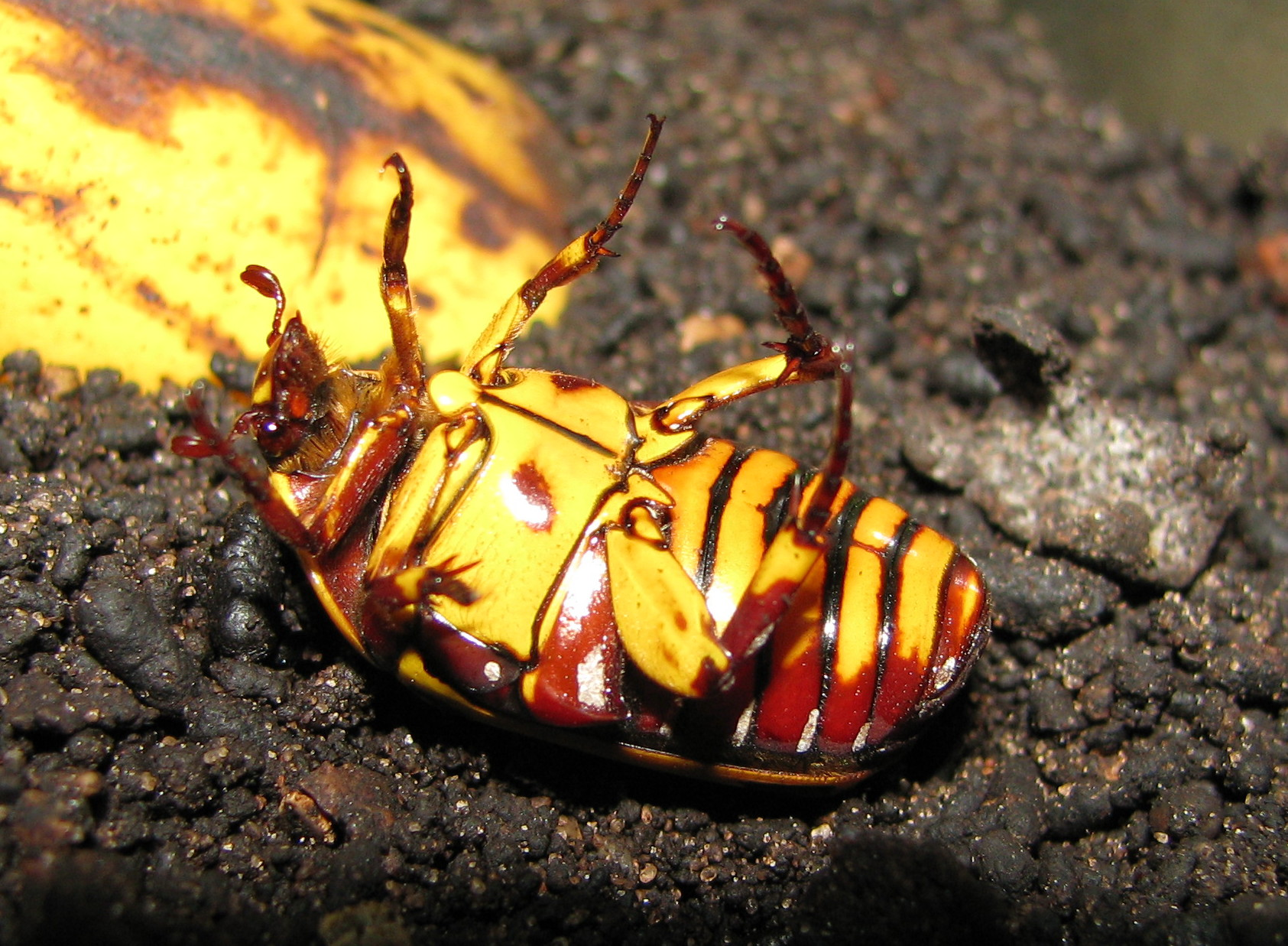
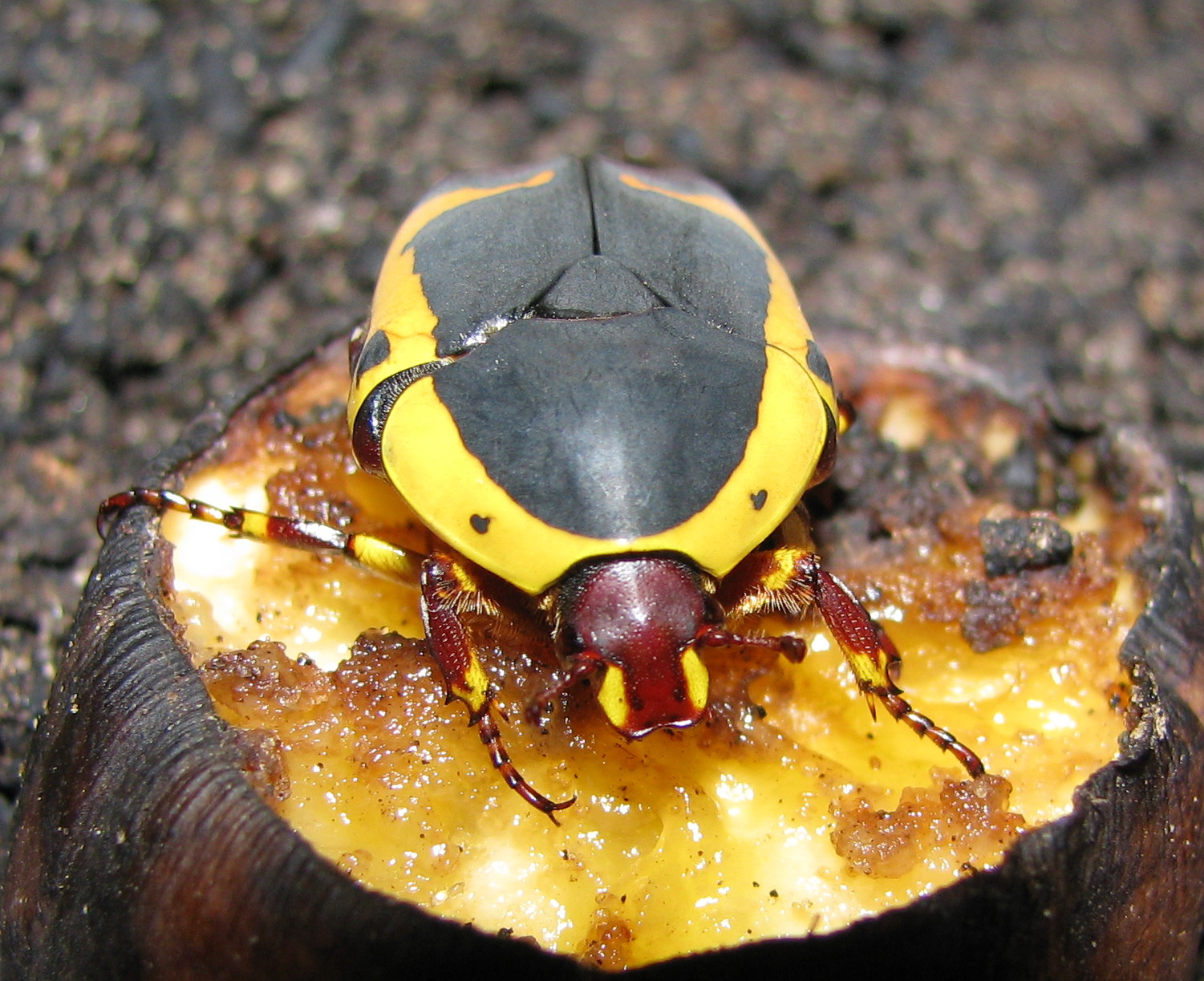
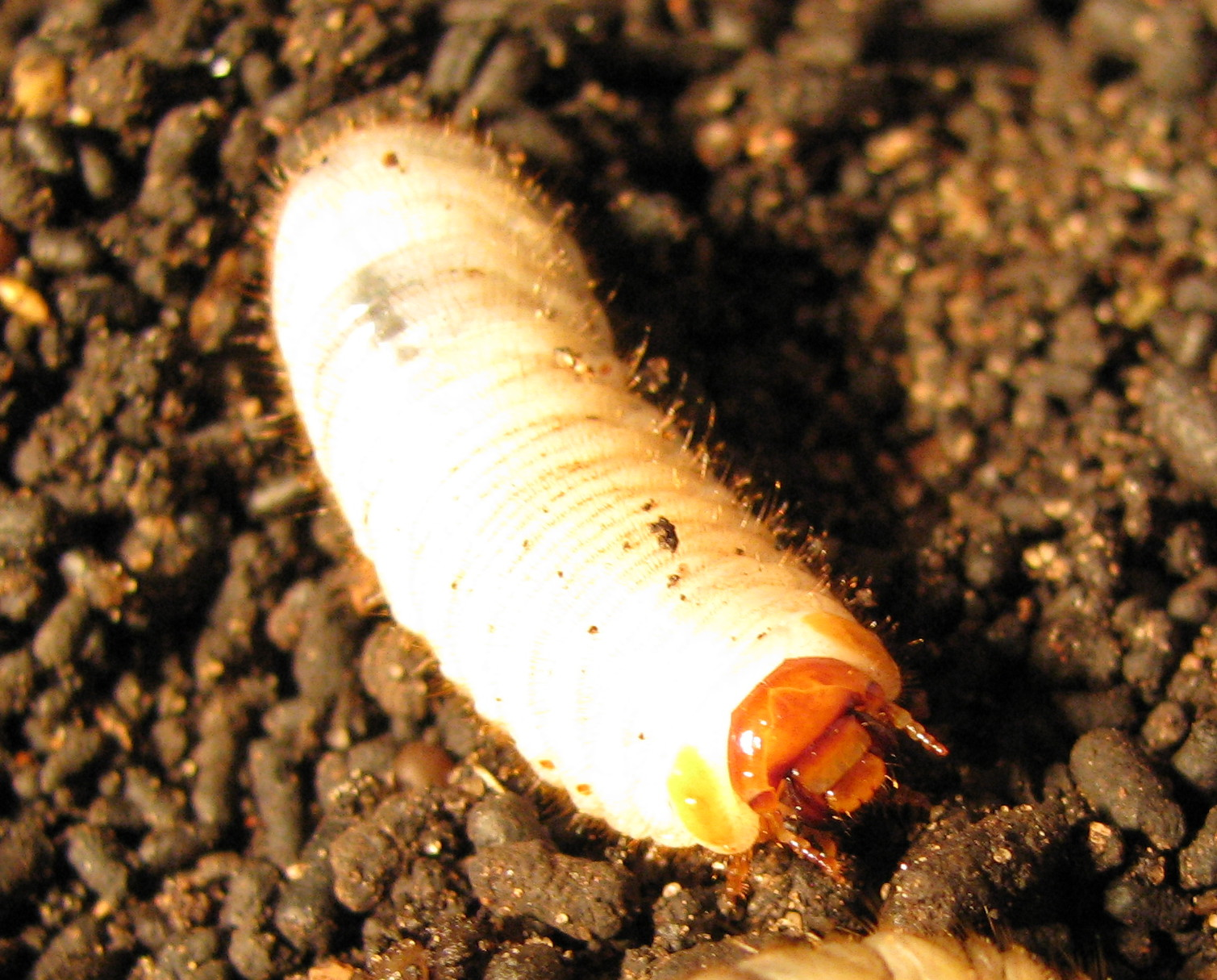